# Pericoma barbata
Pericoma barbata är en tvåvingeart som beskrevs av Satchell 1954. Pericoma barbata ingår i släktet Pericoma och familjen fjärilsmyggor. Inga underarter finns listade i Catalogue of Life.